# Noma (restaurant)

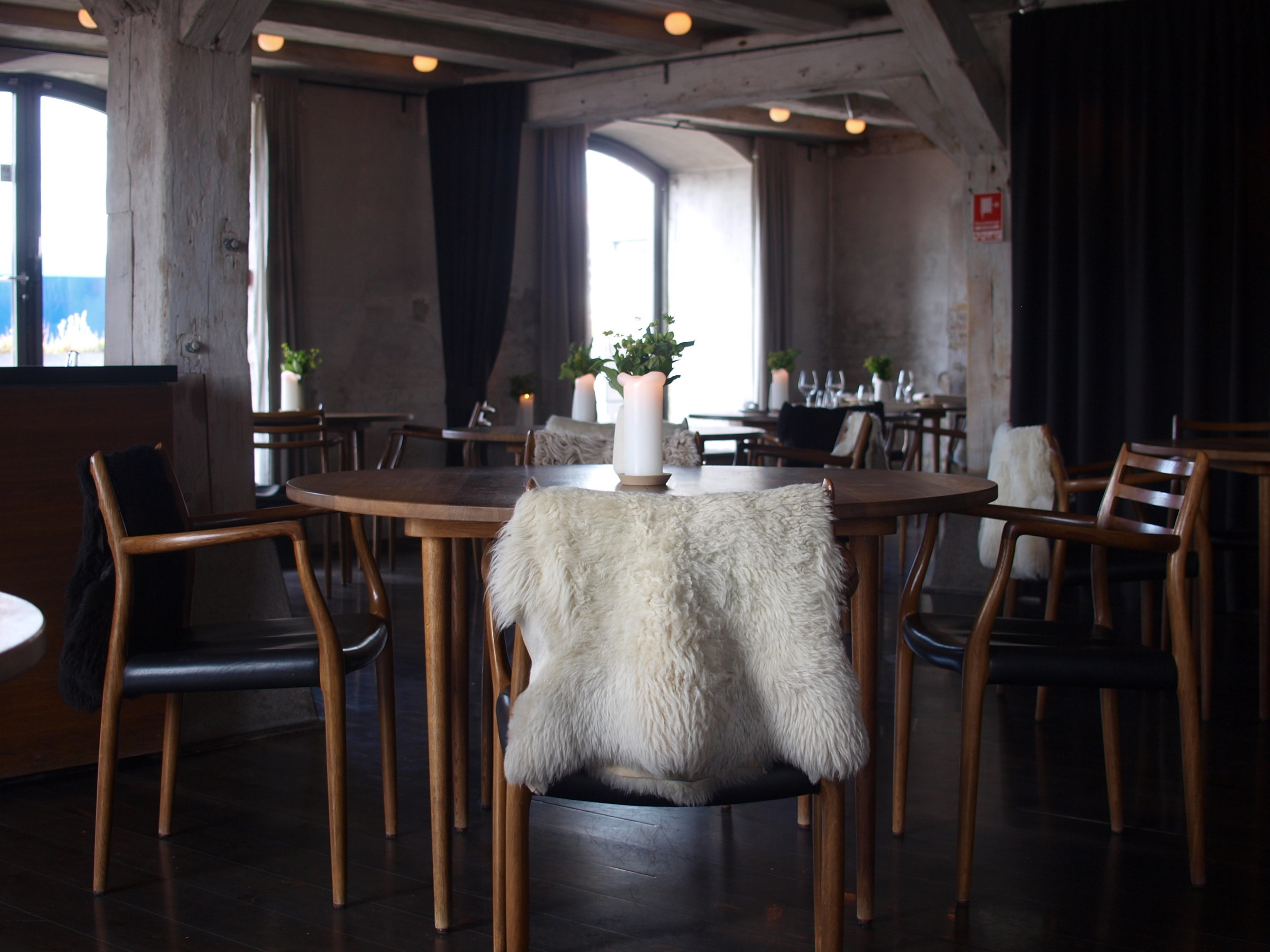
Interieur van Noma

Noma is een restaurant in de Deense hoofdstad Kopenhagen dat drie Michelinsterren heeft.
De naam is een samentrekking van twee woorden: nordisk ("Scandinavisch") en mad ("eten").

## Restaurant
Het restaurant werd in 2004 opgericht door twee chefs: Claus Meyer, die vroeger een kookprogramma op televisie had, en René Redzepi, die voorheen onder andere in The French Laundry in Californië, El Bulli bij Barcelona, Kong Hans' Kælder in Kopenhagen en Jardin des Sens in Montpellier werkte.
Het restaurant heeft een houten vloer, houten balken, houten tafels en stoelen, waarbij een huid over de rug hangt. Er is plek voor 85 personen per avond. Reserveringen moeten weken tevoren worden gemaakt. Er zijn ongeveer 30 koks die 80 uren per week werken, inclusief de zoektochten buiten naar verse mossen, wieren en kruiden.
Eind 2024 zal Noma zijn deuren sluiten. Redzepi zal zijn activiteiten voortzetten in laboratoriumvorm. 

### Menu
NOMA heeft geen vaste menukaart en de gerechten verschillen per jaargetijde. In de wintermaanden wordt veel gebruik gemaakt van gefermenteerde en geconserveerde kruiden en groenten, verse schelpdieren, vis, garnalen en kreeften. In de lente en zomer ligt de nadruk op verse bloemen, kruiden en grassen, zelfs (levend opgediende) insecten, en in de herfst meer op gevogelte, wild en noten, mossen, zwammen en paddenstoelen.
Vanwege het aanbod van lokale ingrediënten staan sommige gerechten maar enkele dagen op de kaart.
De kaart begint normaal gesproken met een reeks voorgerechten die, naarmate de gang vordert, toeleven naar het hoofdgerecht. Daarna wordt er een tal van kleine desserts geserveerd tot het diner afgelopen is. Een menu bestaat uit ongeveer twintig gerechten.

## Keuken
Het restaurant staat bekend om de nadruk die het legt op het gebruik van ingrediënten uit Scandinavië. Redzepi wil producten uit de wilde natuur van Denemarken, Noorwegen, Zweden, IJsland en Finland gebruiken. Met zijn koks gaat hij regelmatig de bossen in om speciale kruiden en bessen te zoeken. Langoustines komen van de Faeröereilanden, kaas uit IJsland, puur drinkwater van Groenland en de bierlijst bevat uitsluitend bier van kleine ambachtelijke brouwerijen uit Scandinavië.

### Waardering
Het Britse tijdschrift Restaurant Magazine kiest jaarlijks, met hulp van een jury van 837 leden, 's werelds toprestaurant. In 2010, 2011, 2012 en 2014 was dat restaurant Noma onder leiding van de in 2014 36-jarige René Redzepi.
In al die jaren kreeg Noma echter niet het hoogste aantal Michelinsterren, maar bleef op twee steken. Op 13 september 2021 ontving Noma echter een derde Michelinster.

## Locatie

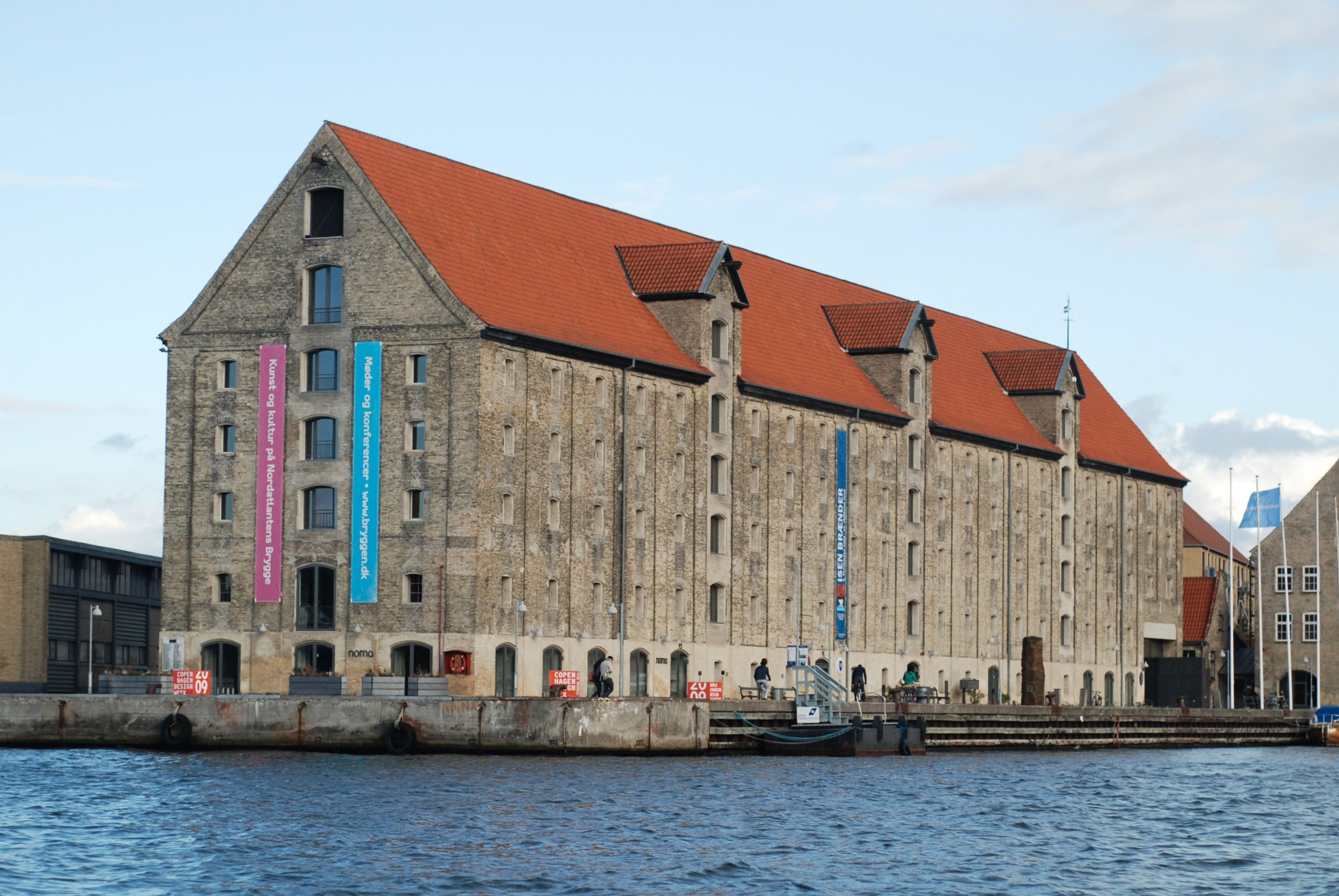
Nordatlantens Brygge

Het restaurant bevond zich in een voormalig pakhuis uit de 18de eeuw. Nordatlantens Brygge ligt aan de kade van Christianshavn. Eeuwenlang was dit een druk handelscentrum. In 2004 werd het gebouw gerenoveerd in samenwerking met Denemarken, IJsland en Faeröereilanden om er een cultureel centrum van te maken. De ambassade van IJsland heeft zich hier toen gevestigd en Noma opende hier het restaurant. Veel artiesten hebben boven een atelier.
In februari 2018 heropende Noma op Relfshalevej 96 in Kopenhagen, na een jaar gesloten te zijn geweest.

## Voedselvergiftiging
In 2013 liepen 63 gasten voedselvergiftiging op.
Deze bleek veroorzaakt te zijn door besmette mosselen.

## Afbeeldingen

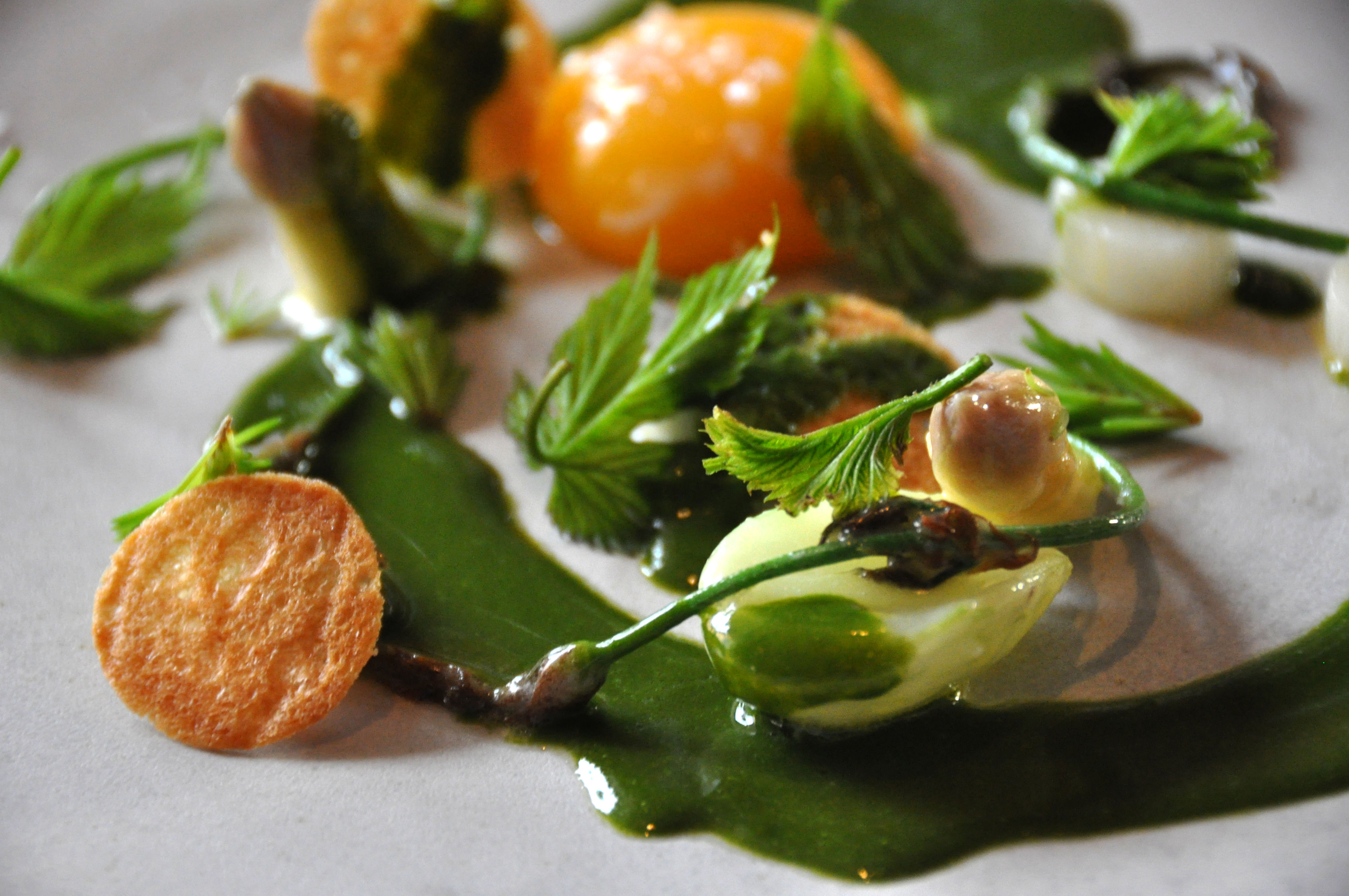
Witte asperge met eierdooier en een saus van lievevrouwebedstro
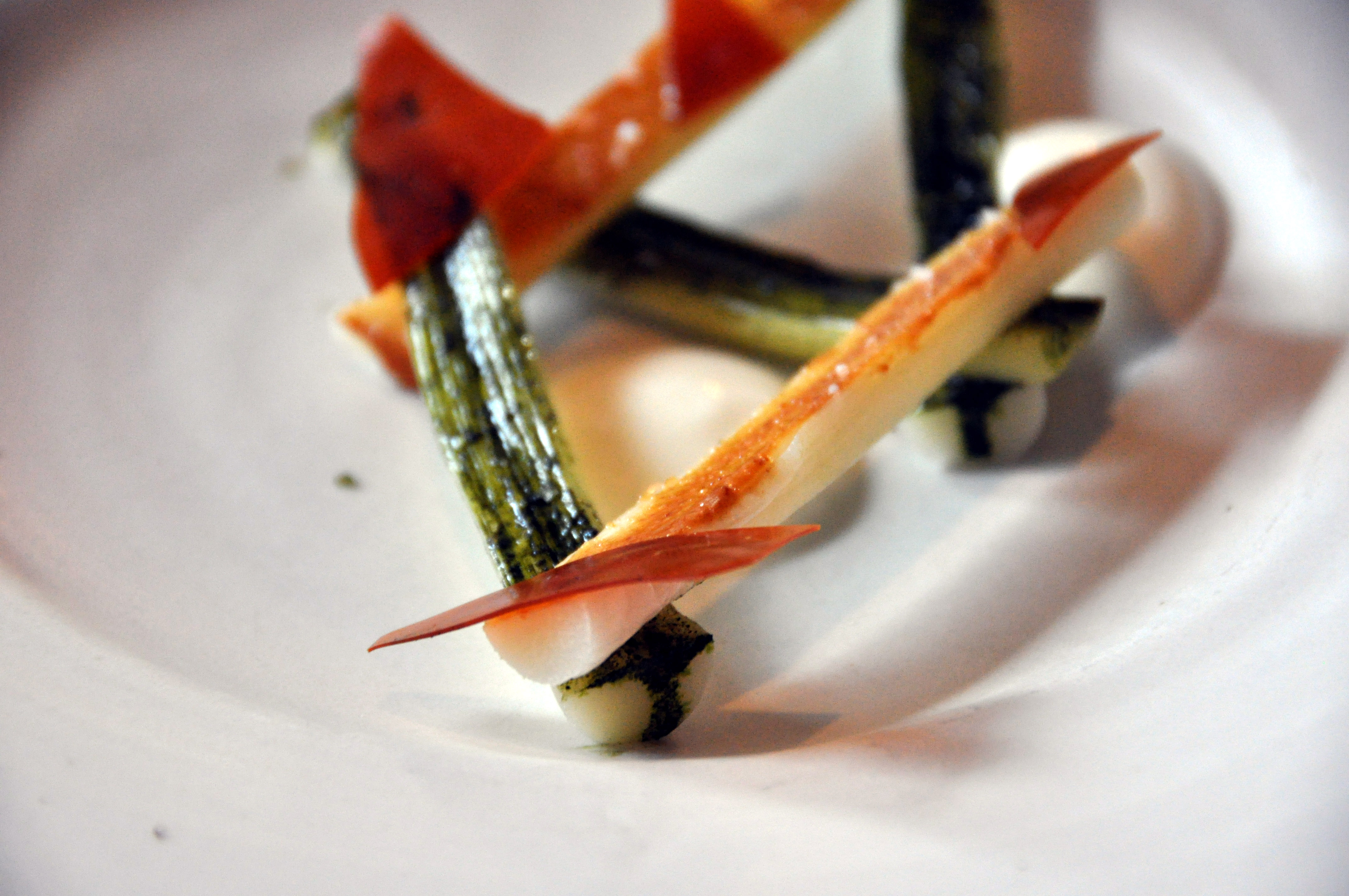
Gegrilde prei met fraxinus, hazelnoot, yoghurt en een gekaramelliseerde kippenjus
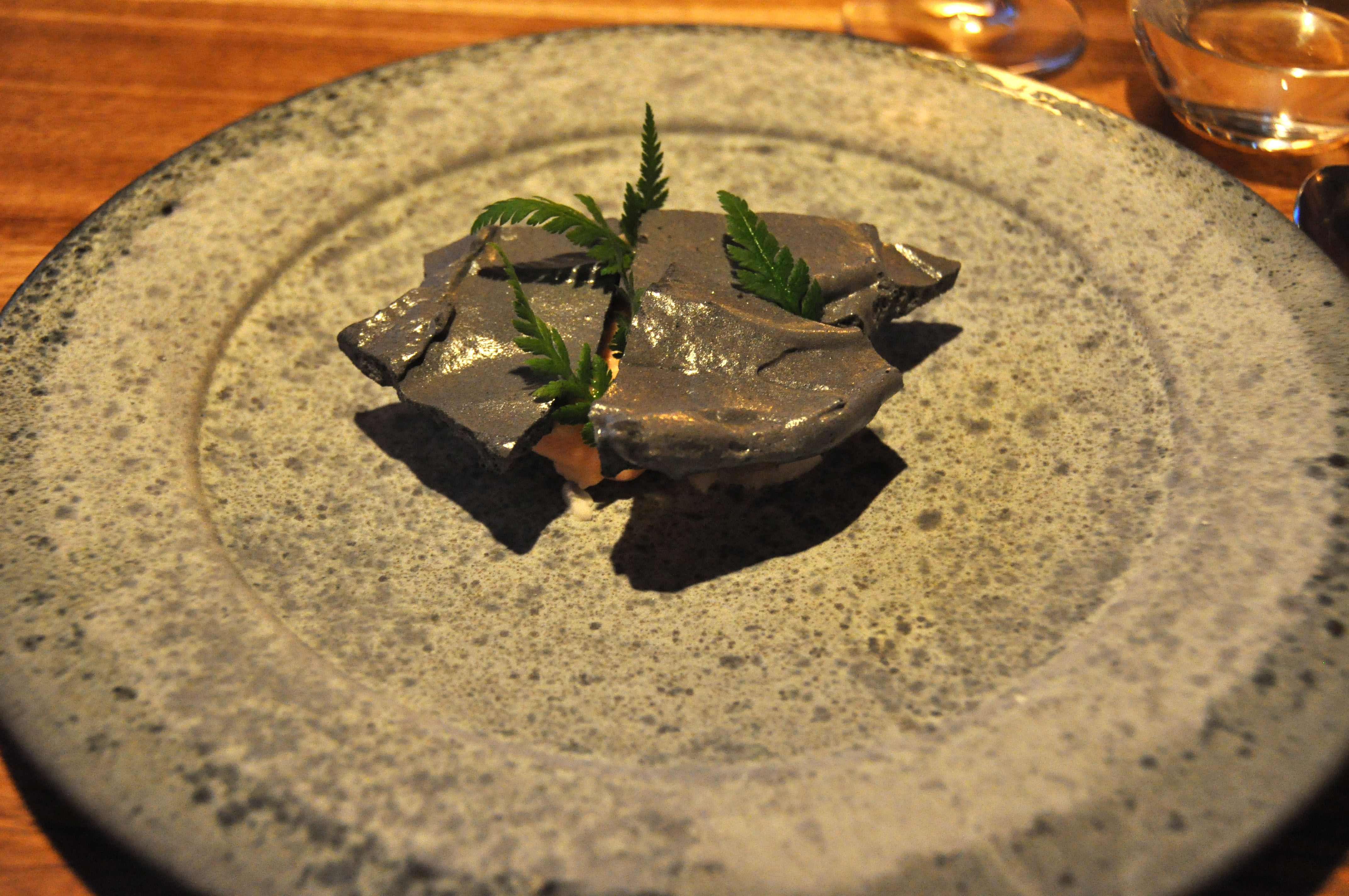
Meringue en roomijs van berk en honing
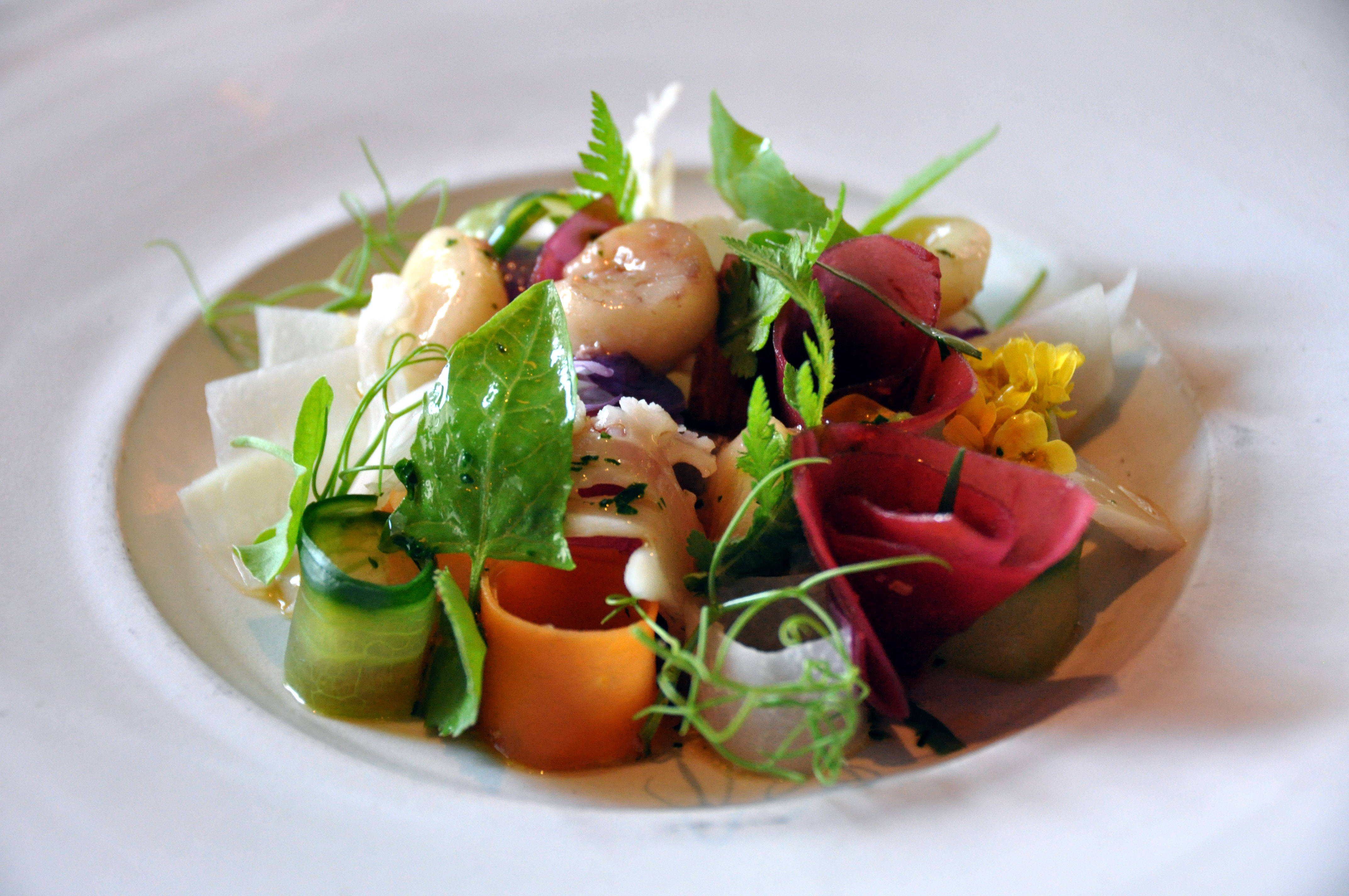
Plantenmerg met gezouten groenten
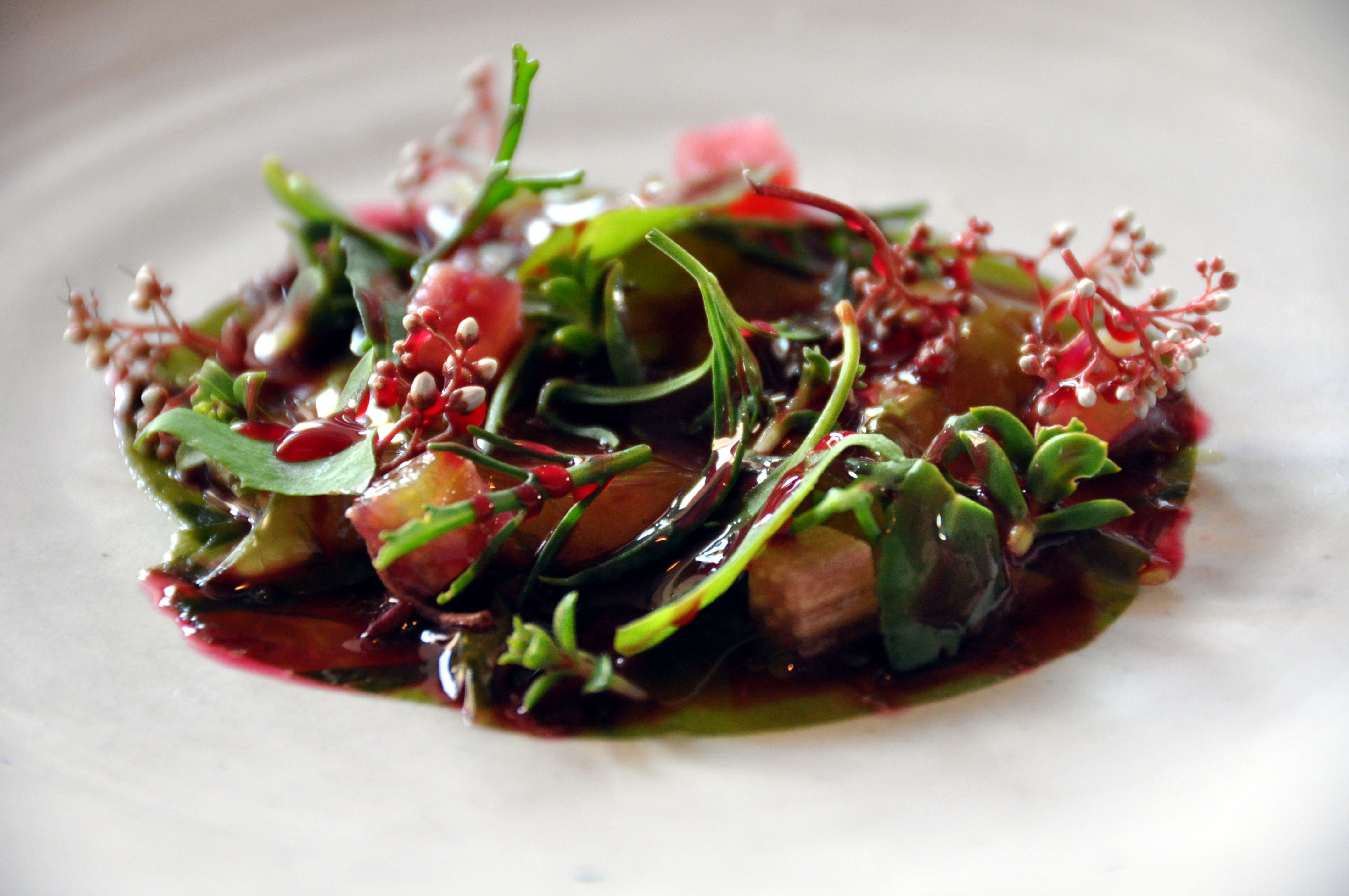
Garnalen met algen, rabarber en kruiden
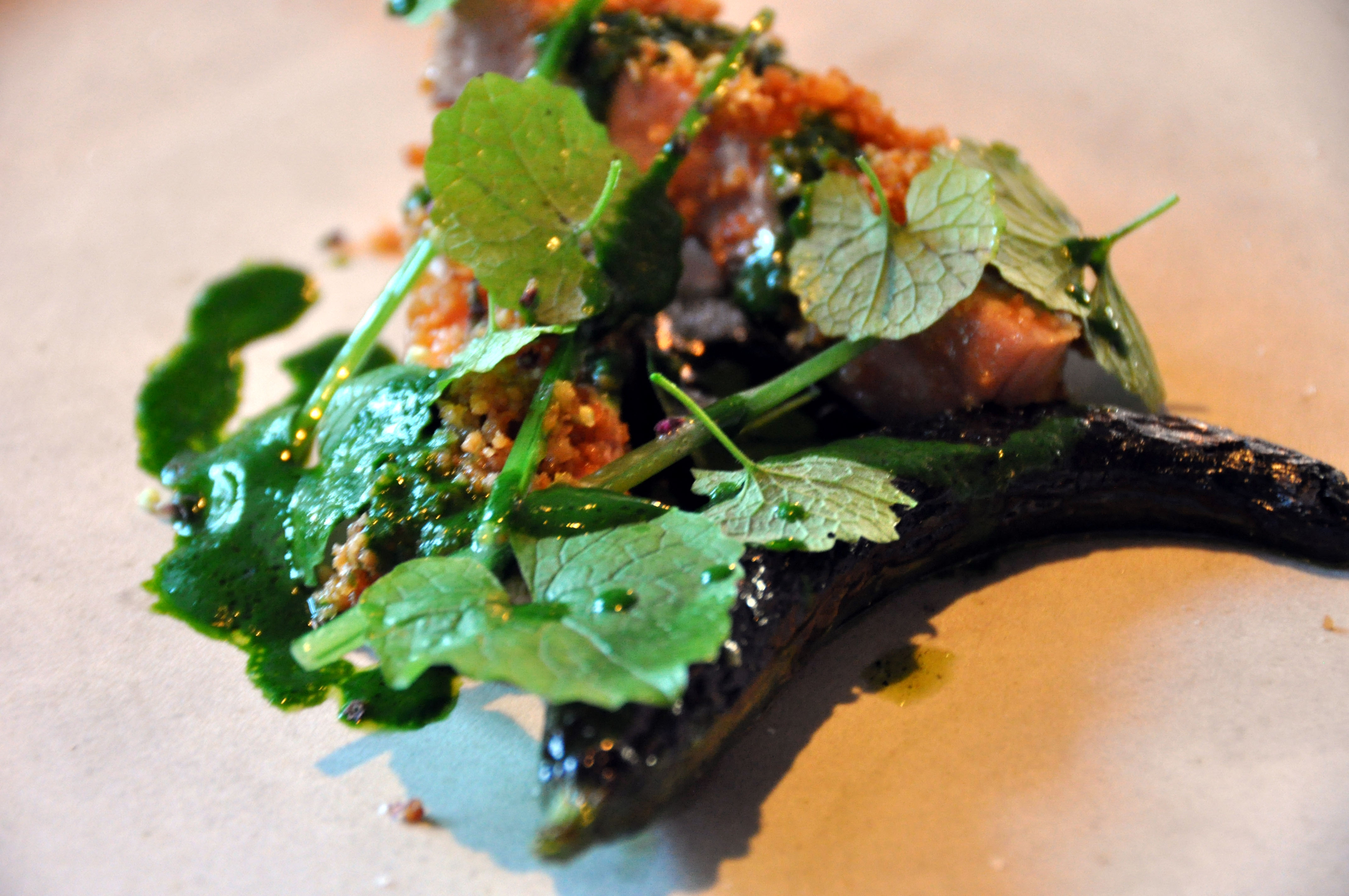
Gegrild varkensvlees met look-zonder-look en gegrilde augurk
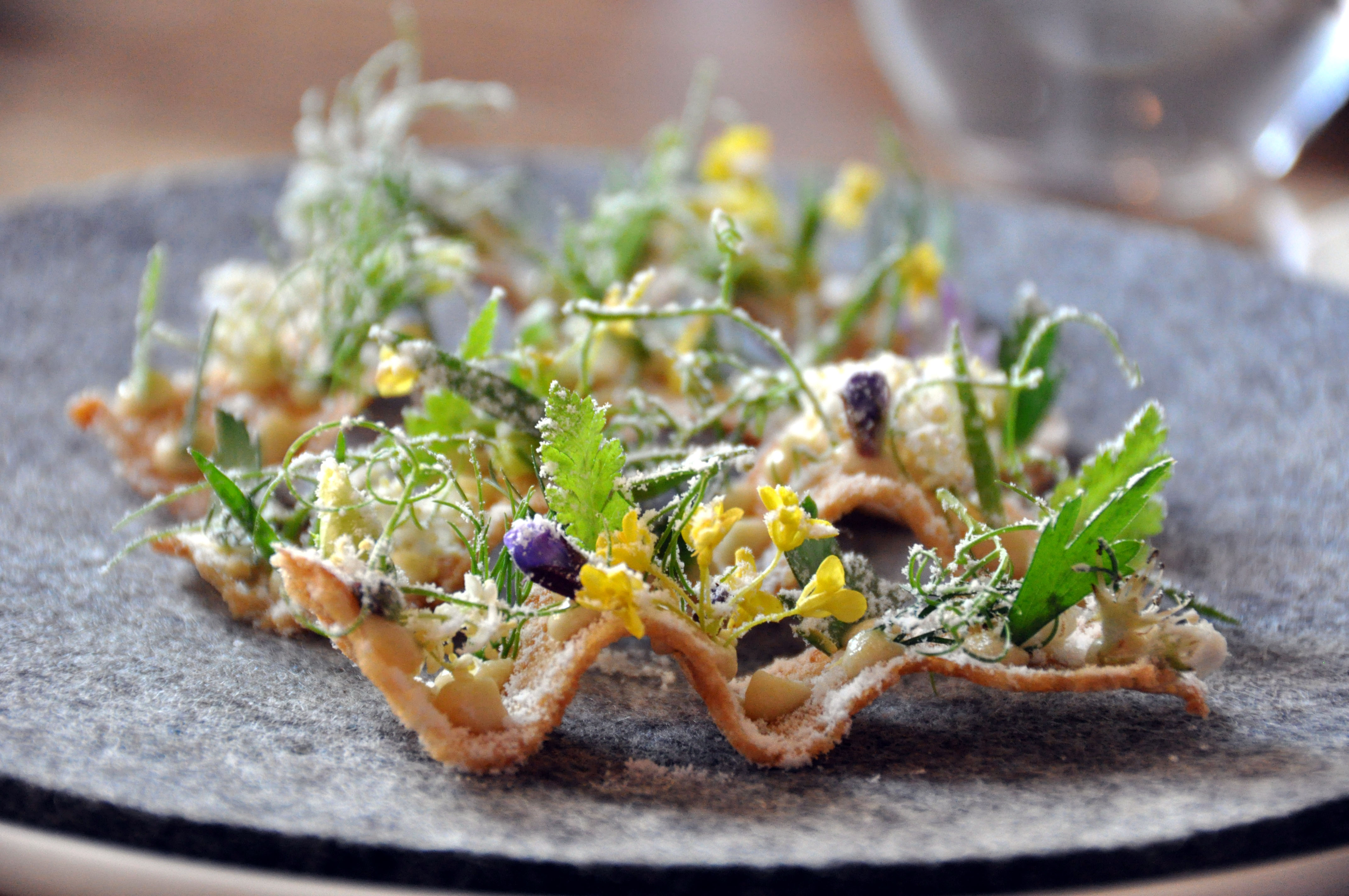
Toast met tarbot en kruiden

- Bibsys: 11046118
- Catàleg d'autoritats de noms i títols de Catalunya: 981058620307306706
- Gemeinsame Normdatei: 7748120-3
- Library of Congress Control Number: no2011047526
- Virtual International Authority File: 49145304797678611302